# Past Lives (film)
Past Lives è un film del 2023 scritto e diretto da Celine Song, al suo debutto alla regia. 
Il film segue la vicenda di due amici d'infanzia, Nora Moon (Greta Lee) e Hae Sung (Teo Yoo), nel corso di 24 anni mentre contemplano la natura della loro relazione nel frattempo che si separano, vivendo vite diverse. La trama è semiautobiografica e ispirata a eventi reali della vita di Song.
La pellicola è stata presentata in concorso il 21 gennaio 2023 al Sundance Film Festival. Il film è stato acclamato dalla critica ed è stato nominato tra i migliori dieci film del 2023 dal National Board of Review e dall'American Film Institute. Ha inoltre ricevuto numerosi riconoscimenti, tra cui cinque candidature ai Golden Globe e due candidature ai Premi Oscar.

## Trama
Nel 2000, a Seul, Na Young e Hae Sung sono compagni di classe dodicenni che hanno una cotta l'uno per l'altra. Poco dopo, la famiglia di Na Young sceglie di emigrare a Toronto, in Canada, e i due compagni di scuola perdono i contatti. Na Young occidentalizza poi il suo nome in Nora Moon.
Dodici anni dopo, nel 2012, Hae Sung ha terminato il servizio militare e studia ingegneria all'università, mentre Nora si è trasferita dal Canada a New York, dove diventa una sceneggiatrice. Un giorno la giovane scopre sulla pagina Facebook dedicata ad un film diretto dal padre che Hae Sung, ignaro del suo cambio di nome, la sta cercando, così gli invia un messaggio. I due riprendono i contatti e cominciano a sentirsi assiduamente tramite videochiamate su Skype, ma non riescono ad incontrarsi, poiché Nora prevede di partecipare a un ritiro di scrittori a Montauk e Hae Sung è in procinto di partire per la Cina per imparare il mandarino. Un giorno la giovane, in un'ultima videochiamata, gli dice che dovrebbero smettere di parlare per un po', che non sente la necessità di tornare in Corea, poiché vuole concentrarsi sulla scrittura e sulla sua vita a New York. Durante il ritiro Nora conosce Arthur Zaturansky e si innamorano. Anche Hae Sung conosce una donna con cui inizia a uscire.
Passano altri dodici anni, Arthur e Nora sono sposati e vivono a Manhattan, nell'East Village. Hae Sung, in pausa dalla sua attuale relazione, si reca in vacanza a New York qualche giorno, per incontrare finalmente l'amica di infanzia. Arthur, nel frattempo, si chiede se Hae Sung rappresenti una minaccia per la storia d'amore imperfetta con la moglie coreana, ammettendo a Nora di essersi chiesto se lei lo abbia sposato per la green card; la donna lo rassicura del suo amore per lui. La sera seguente i tre escono a cena; inizialmente Nora traduce al marito, che non conosce il coreano, ciò che gli dice Hae Sung, ma nel corso della conversazione finisce col parlare con l'amico esclusivamente nella loro lingua materna; si chiede cosa fossero l'uno per l'altro nelle loro vite passate e cosa sarebbe successo se non avesse mai lasciato la Corea del Sud e fossero rimasti insieme. Quando Nora si reca in bagno, Hae Sung si scusa con Arthur per aver parlato solo con Nora, ma questi dice di essere contento di averlo incontrato.
I tre fanno quindi ritorno all'appartamento della coppia. Hae Sung li invita ad andare a trovarlo in Corea del Sud e chiama un Uber. Nora lo accompagna fuori e durante l'attesa i due si scambiano lunghi e significativi sguardi fino all'arrivo dell'Uber. Hae Sung si chiede se, in quel momento, stessero vivendo una vita passata e le chiede quale sarà la loro relazione nella loro prossima vita, Nora risponde di non saperlo. Infine, Hae Sung la saluta dicendo: "Ci vediamo allora" e si allontana in auto. Nora torna al suo appartamento e piange a dirotto tra le braccia di Arthur.

## Produzione
Nel gennaio del 2020 è stato annunciato che Celine Song avrebbe scritto e diretto un film per la A24, distribuito insieme a Killer Films e CJ ENM. Nell'agosto del 2021 Greta Lee, Teo Yoo e John Magaro sono stati annunciati nel cast ufficiale del film.
Il film è stato girato in pellicola da 35 millimetri.

## Colonna sonora
La colonna sonora di Past Lives è stata composta dal batterista Christopher Bear e dal cantautore Daniel Rossen dei Grizzly Bear, al loro debutto come compositori per il cinema. La colonna sonora del film consiste in 15 tracce strumentali e la canzone originale "Quiet Eyes" di Sharon Van Etten. È stata distribuita il 9 giugno 2023 dalla divisione musicale di A24, una settimana dopo l'uscita cinematografica del film.

## Distribuzione
Il film è stato presentato in anteprima mondiale al Sundance Film Festival il 21 gennaio 2023 ed è stato poi proiettato alla 73ª edizione del Festival del cinema di Berlino il 19 febbraio 2023. È uscito nelle sale nordamericane il 2 giugno 2023 ed in Italia il 14 febbraio 2024.

## Accoglienza

### Incassi
Il film ha incassato 11331983 $ in Nordamerica e 31345176 $ nel resto del mondo, per un totale di 42677159 $ di cui 3363575 € in Italia.

### Critica
Sull'aggregatore di recensioni Rotten Tomatoes il 95% delle 314 recensioni della critica è positivo, con un voto medio di 9,1 su 10: il consenso del sito recita: "Un notevole debutto per la scrittrice-regista Celine Song, Past Lives utilizza i legami tra i suoi personaggi centrali delineati in modo sensibile per supportare osservazioni incisive sulla condizione umana". Su Metacritic, che utilizza una media ponderata, 52 critici assegnano al film un voto di 94 su 100.
La rivista Best Movie ha posizionato il film al quarto posto dei migliori del 2023. Manola Darghis che scrive per il New York Times ha paragonato il film al cinema romantico francese complimentandosi per la sua moderazione nella presentazione dei suoi temi principali affermando: "La modestia del film - la sua intimità, la sua scala umana, le posizioni umili e la mancanza di sprint visivo - è uno dei suoi punti di forza. I personaggi vivono in case piacevoli ma ordinarie, del tipo in cui puoi immaginare di passare del tempo, del tipo in cui vuoi passare del tempo. Ci sono pochi grandi dettagli che dicono “guardami”, anche se potresti notare un poster per il classico Céline e Julie vanno in barca del 1974 di Jacques Rivette nell'ufficio di casa del padre di Nora a Seoul". Scrivendo su The Guardian, Peter Bradshaw ha elogiato ampiamente il film, confrontandolo con le pellicole di Richard Linklater, Noah Baumbach e Greta Gerwig. Ha detto del film: "Past Lives è un glorioso film da appuntamento, e anche un film per ogni occasione. Come sempre con film come questo, c'è un piacere aggiunto nel chiedersi quanto della sua vita passata Song abbia usato. È un film da vedere a tutti i costi”.
Il regista Daniel Scheinert, che ha co-diretto Everything Everywhere All at Once di A24 con Daniel Kwan, ha elogiato il film, dicendo: "È notevole il modo in cui lei [Celine Song] ha spinto oltre la storia dello "scegliere ciò che è giusto" e la storia del "combattere per conquistare la ragazza" e in qualche modo ha portato il suo pubblico a questo crepacuore in cui identificarsi dall'altra parte di quelle storie. Sono stimolato e disorientato da come il team di produzione l'abbia realizzato. Ma quando ho avuto la fortuna di vedere un Q&A e fare un brunch con Celine, ho visto quanto fosse curiosa, premurosa, appassionata e fascinosamente autoritaria, e sono stato immediatamente convinto che questo film non fosse un caso. È una poesia intelligente, sicura di sé e unica perché Celine è una poeta intelligente, sicura di sé e unica".
Collider ha classificato Past Lives al numero 7 nella sua lista dei "20 migliori film drammatici del decennio finora", definendolo "una storia che potrebbe esistere solo a causa delle circostanze moderne, ma che risulta senza tempo nel suo approccio. Come si fa a scegliere tra due amanti, uno che rappresenta i giorni più fruttuosi della sua giovinezza, l'altro qualcuno che ha imparato ad amare come parte della tua realtà? Celine Song esamina questi discorsi cruciali attraverso la prospettiva di una storia di immigrati".
Nel 2024, IndieWire lo ha incluso nella sua lista dei "Migliori film indipendenti americani del XXI secolo".

## Riconoscimenti
- 2024 - Premio Oscar[22]
  - Candidatura al miglior film
  - Candidatura alla miglior sceneggiatura originale a Celine Song
- 2024 - Golden Globe[23]
  - Candidatura al miglior film drammatico
  - Candidatura alla miglior regista per Celine Song
  - Candidatura alla miglior attrice in un film drammatico per Greta Lee
  - Candidatura alla miglior sceneggiatura per Celine Song
  - Candidatura al miglior film in lingua straniera
- 2024 - Critics' Choice Awards[24]
  - Candidatura al miglior film
  - Candidatura alla miglior attrice per Greta Lee
  - Candidatura alla miglior sceneggiatura originale per Celine Song
- 2023 - Gotham Independent Film Awards
  - Miglior film
  - Candidatura alla miglior interpretazione protagonista per Greta Lee
  - Candidatura al miglior regista esordiente per Celine Song
- 2023 - Festival internazionale del cinema di Berlino
  - Candidatura per l'Orso d'oro a Celine Song
- 2023 - Independent Spirit Awards[25]
  - Candidatura per il miglior film
  - Candidatura per il miglior regista per Celine Song
  - Candidatura per la miglior sceneggiatura per Celine Song
  - Candidatura per la miglior interpretazione protagonista per Greta Lee
  - Candidatura per la miglior interpretazione protagonista per Teo Yoo
- 2023 – National Board of Review Awards[26]
  - Migliori dieci film dell'anno
  - Miglior regista esordiente per Celine Song
- 2023 - AFI Award
  - Film dell'anno[27]
- 2023 - British Independent Film Awards
  - Candidatura al miglior film indipendente internazionale
- 2023 - Chicago Film Critics Association Awards
  - Candidatura al miglior attore per Teo Yoo
  - Candidatura alla miglior sceneggiatura originale per Celine Song
  - Candidatura alla miglior regista rivelazione per Celine Song
  - Candidatura alla miglior performance rivelazione per Teo Yoo
- 2023 - Dallas-Fort Worth Film Critics Association Awards
  - Candidatura al miglior film
  - Candidatura alla miglior attrice per Greta Lee
  - Candidatura alla miglior regista per Celine Song
- 2023 - Florida Film Critics Circle Awards
  - Candidatura al miglior film
  - Candidatura alla miglior regista per Celine Song
  - Candidatura alla miglior sceneggiatura originale per Celine Song
  - Candidatura alla miglior opera prima per Celine Song
  - Candidatura al Pauline Kael Breakout Award per Celine Song
- 2023 - Las Vegas Film Critics Society Awards
  - Miglior regista esordiente per Celine Song
  - Candidatura alla miglior regista per Celine Song
  - Candidatura alla miglior attrice per Greta Lee
  - Candidatura alla miglior sceneggiatura originale per Celine Song
- 2024 - London Critics Circle Film Awards
  - Candidatura al miglior film
  - Candidatura alla miglior attrice per Greta Lee
  - Candidatura alla miglior sceneggiatura originale per Celine Song
  - Candidatura al miglior film in lingua straniera